# Brestnik
 (novembre 2023).
La mise en forme du texte ne suit pas les recommandations de Wikipédia : il faut le « wikifier ».
Les points d'amélioration suivants sont les cas les plus fréquents. Le détail des points à revoir est peut-être précisé sur la page de discussion.
- Les titres sont pré-formatés par le logiciel. Ils ne sont ni en capitales, ni en gras.
- Le texte ne doit pas être écrit en capitales (les noms de famille non plus), ni en gras, ni en italique, ni en « petit »…
- Le gras n'est utilisé que pour surligner le titre de l'article dans l'introduction, une seule fois.
- L'italique est rarement utilisé : mots en langue étrangère, titres d'œuvres, noms de bateaux, etc.
- Les citations ne sont pas en italique mais en corps de texte normal. Elles sont entourées par des guillemets français : « et ».
- Les listes à puces sont à éviter, des paragraphes rédigés étant largement préférés. Les tableaux sont à réserver à la présentation de données structurées (résultats, etc.).
- Les appels de note de bas de page (petits chiffres en exposant, introduits par l'outil «  Source ») sont à placer entre la fin de phrase et le point final[comme ça].
- Les liens internes (vers d'autres articles de Wikipédia) sont à choisir avec parcimonie. Créez des liens vers des articles approfondissant le sujet. Les termes génériques sans rapport avec le sujet sont à éviter, ainsi que les répétitions de liens vers un même terme.
- Les liens externes sont à placer uniquement dans une section « Liens externes », à la fin de l'article. Ces liens sont à choisir avec parcimonie suivant les règles définies. Si un lien sert de source à l'article, son insertion dans le texte est à faire par les notes de bas de page.
- La présentation des références doit suivre les conventions bibliographiques. Il est recommandé d'utiliser les modèles {{Ouvrage}}, {{Chapitre}}, {{Article}}, {{Lien web}} et/ou {{Bibliographie}}. Le mode d'édition visuel peut mettre en forme automatiquement les références.
- Insérer une infobox (cadre d'informations à droite) n'est pas obligatoire pour parachever la mise en page.

Pour une aide détaillée, merci de consulter Aide:Wikification.
Si vous pensez que ces points ont été résolus, vous pouvez retirer ce bandeau et améliorer la mise en forme d'un autre article.
Brestnik est un village du sud de la Bulgarie. Il est situé dans la municipalité de Rodopi, dans l'oblast de Plovdiv.

## Géographie
Brestnik est situé à 4 km au sud de Plovdiv. Le village se trouve au début du col des Rhodopes de Plovdiv. Le territoire du village borde les terres de la ville de Kuklen et des villages de Brani Pole, Belashtitsa, ainsi que l'autoroute d'Asenovgrad reliant Plovdiv à Asenovgrad.
A côté de Brestnik, en direction sud-ouest, se trouve le monastère Saint-Georges (Saint-Georges est un saint très vénéré par la population des villages environnants), et au sud-est, à environ 3 km, se trouve le monastère St. Côme et Damien, connu pour sa source de guérison, existant très probablement depuis l'époque thrace.
Le village de Brestnik est situé sur un versant, c'est pourquoi il se caractérise par un fort dénivelé entre ses extrémités nord et sud. Brestnik est l'un des villages de la région où il existe un très grand intérêt pour l'achat de propriétés et la construction de maisons et de villas. Sa proximité avec Plovdiv et les attraits naturels du territoire du village entraînent des prix de l'immobilier relativement plus élevés que dans les autres villages de l'oblast. Du village, on a une vue d'ensemble sur toute la région de Plovdiv.

## Histoire
Lors de travaux agricoles au début du XXe siècle, des statuettes uniques en bronze représentant un cavalier, ainsi que des ornements, ont été découverts sur les terres du village. On pense qu'il y avait plusieurs colonies thraces sur le site actuel du village. Ces trouvailles sont conservées au Musée historique de Plovdiv et au Musée archéologique de Sofia.
Les premières traces écrites sur le village se retrouvent dans des sources turques des XVe et XVIe siècles. Le village était très probablement sous la protection d'un spahiya turc et bien qu'il soit entièrement bulgare, il n'a pas été détruit, probablement grâce au paiement des impôts. De l'époque turque, deux fontaines portant les noms de « Hadji Osmanitsa » et « Hadji Süleymanitsa » sont restées à Brestnik, probablement du nom des dirigeants turcs qui protégeaient le village.
Le nom turc du village est « Karaagach », ce qui signifie littéralement « orme noir ».
Il existe des preuves écrites, conservées au Musée historique de Plovdiv, des visites du village par Vasil Levski lors de ses tournées en Bulgarie. Il y avait dans le village des personnes partageant les mêmes idées que Levski qui l'ont caché, mais il n'existe aucune preuve de l'existence d'un comité révolutionnaire secret.
Des batailles épiques connues sous le nom de « Batailles de Karaagach » ont eu lieu près du village pendant la guerre de libération russo-turque. Le village a été conquis et battu à plusieurs reprises par les troupes russes du major-général Krasnov et du major-général Victor Dandevil. Les batailles ont eu lieu au début de 1878.
Aujourd'hui, à la mémoire des Russes et des Roumains tombés au combat pour la libération de Brestnik, il y a un complexe dans le village: le Mémorial russe.

## Population
Le village comptait 1862 habitants au dernier recensement en 2022.

### Composition ethnique du village
Recensement de la population de 2011
Nombre et part des ethnies selon le recensement de 2011 :
|                            | Nombre | Proportions (en %) |
| Total                      | 1868   | 100,00             |
| Bulgares                   | 1280   | 68.52              |
| Turcs                      | 33     | 1,76               |
| Tsiganes                   | 0      | 0,00               |
| Autres                     | 3      | 0,16               |
| Ne se définissent pas      | 3      | 0,16               |
| Ne souhaitent pas répondre | 549    | 29.38              |

## Religions
Le village est majoritairement peuplé de chrétiens orthodoxes bulgares.

## Attraits culturels et naturels
- Statue d'un cavalier thrace (hauteur 1,60 m) découverte près du village de Brestnik, région de Plovdiv (IIIe siècle). Probablement un monument dédié à un Thrace éminent héroïsé. Conservée au musée d'archéologie de Sofia.

## Événements réguliers
Ils sont liés aux croyances en la nature, d'une part, et, d'autre part, au christianisme. Il est de tradition de laisser tomber les vignes à Trifonovden (en français la Saint-Trifon), le 1er février. Babinden est également célébré le 21 janvier, avec un grand carnaval auquel participent principalement des femmes.
Une autre grande fête est le jour de la Saint-Georges, le 6 mai, au cours duquel, outre dans l'assemblée traditionnelle du monastère "St. George", la fête est célébrée dans toutes les maisons du village.
Ces dernières années, la coutume de célébrer la fête des musiciens de mariage le deuxième jour des vacances de Pâques s'est établie. Lors de ce festival, des groupes musicaux interprètent des musiques folkloriques traditionnelles.
Les fêtes de Noël ont toujours été célébrées avec un respect particulier, avec notamment des chantres parcourant les maisons, conformément à la tradition ancienne.

## Personnalités
- Le lieutenant Rangel Dermonov du village de Brestnik est mort lors des combats près de la rivière Drave en 1945.

## Autres

### Dialecte
Le dialecte utilisé dans le village est caractéristique. Il est très différent du bulgare parlé dans les villages voisins. Le son « kh » n'est pas prononcé. Par exemple, la fontaine « Hadji Osmanitsa » mentionnée ci-dessus dans la section Histoire s'appelle « Adjusmanitsa ». Un article complet est utilisé indépendamment du fait qu'un sujet soit ou non article dans la phrase. Il existe également des mots spécifiques ayant leur propre signification. Par exemple le mot bulgare "Okhlyuv" (escargot) devient "Pŭzhlik".
De nombreux noms personnels et familiaux des habitants du village sont également parlés en dialecte. Vasil devient Tsilyo, Georgi devient Gotcho, Angel ou Rangel deviennent Randjo, etc.

### Sports
Ces dernières années, l'équipe de football du village s'est fortement développée. PFK Brestnik 1948 a réussi en 2009, pour la première fois de son histoire, à se qualifier pour la seconde ligue de la pyramide du football en Bulgarie. Les propriétaires du club de football ont modernisé le stade, avec l'ambition d'en faire une installation sportive moderne pouvant également être utilisée pour l'entraînement d'équipes de football d'élite.